# سالتاسور
سالتاسور (نام علمی: Saltasaurus) نام یک سرده از زیرراسته سوسمارپاشکلان است. سالتاسور یک دایناسور گیاه‌خوار و در دوران کرتاسه زندگی می‌کرد. این دایناسور در آمریکای جنوبی می‌زیست.
سالتاسور از شناخته‌شده‌ترین تیتانوسورهاست. تیتانوسورها گروهی از خزنده‌پایان بودند که در گذشته تصور می‌شد عمدتاً به نیم‌کره‌ی جنوبی محدود بوده‌اند، اما حالا می‌دانیم که پراکنش بیشتری داشته‌اند. بر خلاف دیگر خزنده‌پایان، بعضی از تیتانوسورها زره‌دار بودند و سالتاسور از نخستین دایناسورهایی بود که کشفش از این ویژگی پرده برداشت. سطوح بالایی و پهلویی بدن این دایناسور پوشیده از صفحه‌های زرهی بزرگ و بیضی‌شکلی بودند که بعضی از آن‌ها تیغ هم داشتند.
بدن سالتاسور، بر خلاف دیگر خزنده‌پایان، پوشیده از صفحه‌ها و تیغ‌های استخوانی بود. تصور می‌شود که این پوشش زرهی از سالتاسور در برابر حمله‌های ددپایان بزرگ محافظت می‌کرده‌است. هزاران استخوان دایره‌شکلِ کوچک‌تر هم پوست نواحی بین صفحه‌های بزرگ را می‌پوشاندند. سالتاسور هم مثل بیشتر تیتانوسورها لگنی بسیار پهن داشت و بدنش عریض و مدوّر بود. این دایناسور پاهایی ستبر و دمی منعطف داشت.